# Переход через Красное море (фреска)
Переход через Красное море (итал. Passaggio del Mar Rosso) — одна из фресок Сикстинской капеллы, написанная в период 1480—1482 гг. Касательно авторства историки расходятся, приписывая его Доменико Гирландайо или Козимо Росселли или Бьяджо д'Антонио.

## История
27 октября 1480 года группа флорентийских художников прибыла в Рим, куда они были приглашены для участия в проекте по примирению между Лоренцо де Медичи, фактическим правителем Флорентийской республики и папой Сикстом IV. Весной 1481 года флорентийцы приступили к работе в Сикстинской капелле, вместе с Пьетро Перуджино, который начал работу ранее.
Темой росписи стала параллель между историями Моисея и Иисуса Христа, как символ преемственности между Ветхим и Новым заветом, а так же преемственности между законом, данным Моисею и посланием Иисуса, который, в свою очередь, избрал Святого Петра (первого епископа Рима) своим преемником: это должно было послужить провозглашению законности наследников Святого Петра — римских пап.

## Описание
Фреска является частью цикла Истории Моисея, на ней запечатлены несколько фрагментов из его жизнеописания, расположена на южной стене капеллы, слева от алтаря.
Начало повествования находится справа на заднем плане, Моисей и Аарон просят фараона отпустить евреев из рабства. На переднем плане справа египетские солдаты, одетые и вооружённые типично для Италии эпохи Возрождения, тонут в водах Красного (Чермного) моря, сомкнувшихся после прохода евреев, проведённых Моисеем. Колонна над водой в центре символизирует облачный столп, посланный Яхве, чтобы устрашить египтян.
В центре сверху изображена буря, насланная Богом в наказание египтянам. Пробивающиеся лучи солнца и радуга слева служат символами грядущего освобождения евреев из египетского рабства. Подобные метеорологические метафоры не были редкостью для итальянской живописи XV века: в качестве примера можно привести росписи Фра Анжелико в Линайольской дарохранительнице или «Святой Георгий с драконом» Паоло Уччелло.
Слева запечатлены евреи, уже пересекшие море под водительством Моисея, облачённого в жёлтые и зелёные одежды. Их процессия продолжается на заднем плане и исчезает в глубинах пейзажа. Рядом с Моисеем изображена его сестра, пророчица Мириам, играющая на струнном инструменте. В нижнем левом углу изображена небольшая собачка — натуралистическая деталь, напоминающая о росписях Гоццоли в Капелле волхвов.